# Кармалка (нижний приток Большого Кинеля)
Кармалка — река в России, протекает по территории Оренбургской области. Устье реки находится в 253 км по правому берегу реки Большой Кинель. Длина реки составляет 11 км, площадь бассейна — 37,8 км². Исток — в Карповском лесу. Часть течения — в городском округе Бугуруслан.

## Данные водного реестра
По данным государственного водного реестра России относится к Нижневолжскому бассейновому округу, водохозяйственный участок реки — Большой Кинель от истока и до устья, без реки Кутулук от истока до Кутулукского гидроузла. Речной бассейн реки — Волга от верхнего Куйбышевского водохранилища до впадения в Каспий.
Код объекта в государственном водном реестре — 11010000812112100008029.